# Llista de peixos del llac Tanganyika

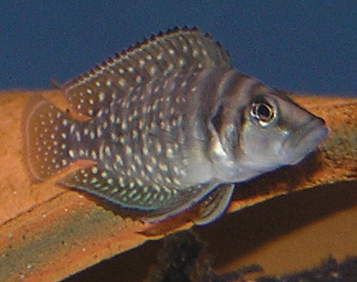
Altolamprologus calvus

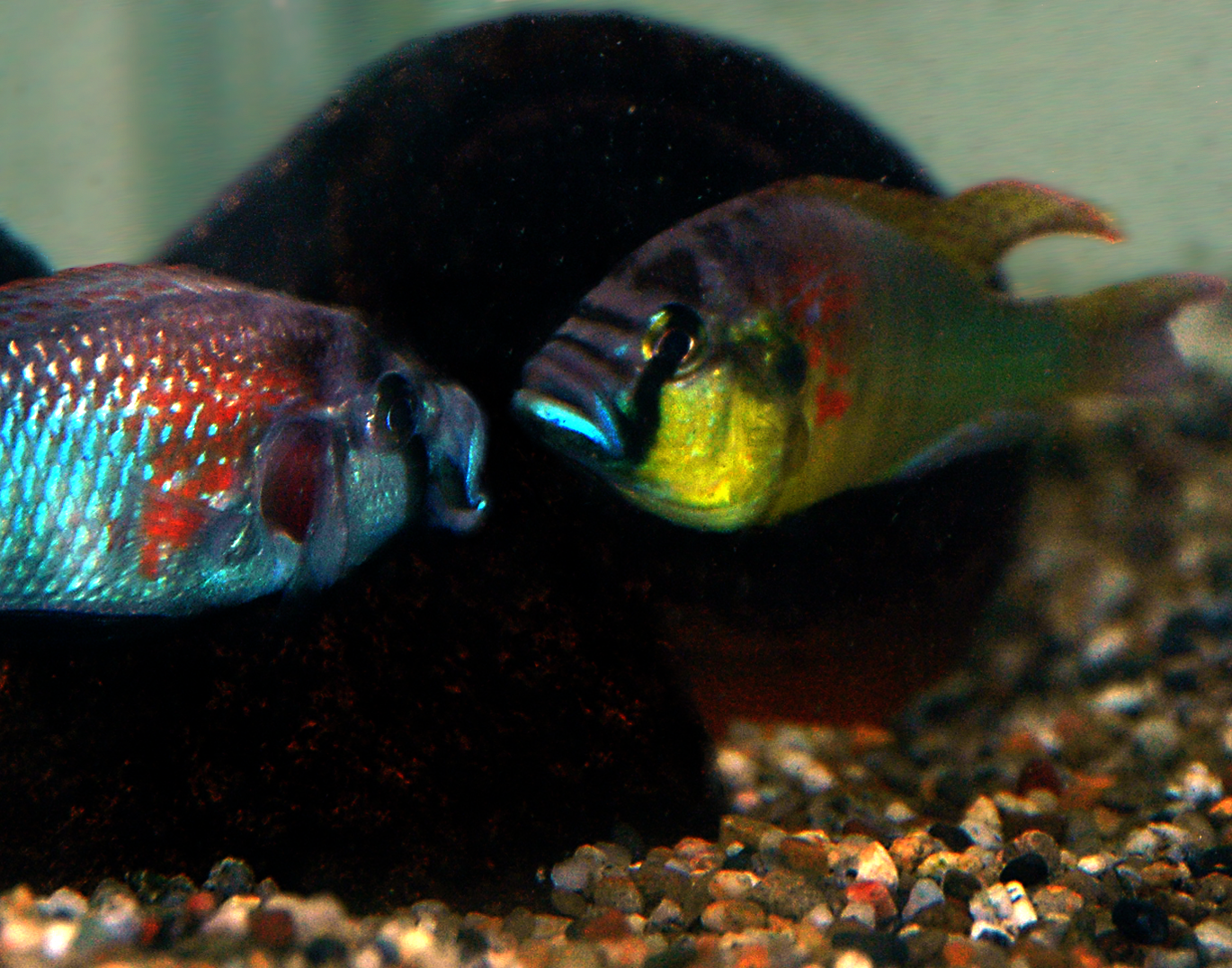
Astatotilapia burtoni

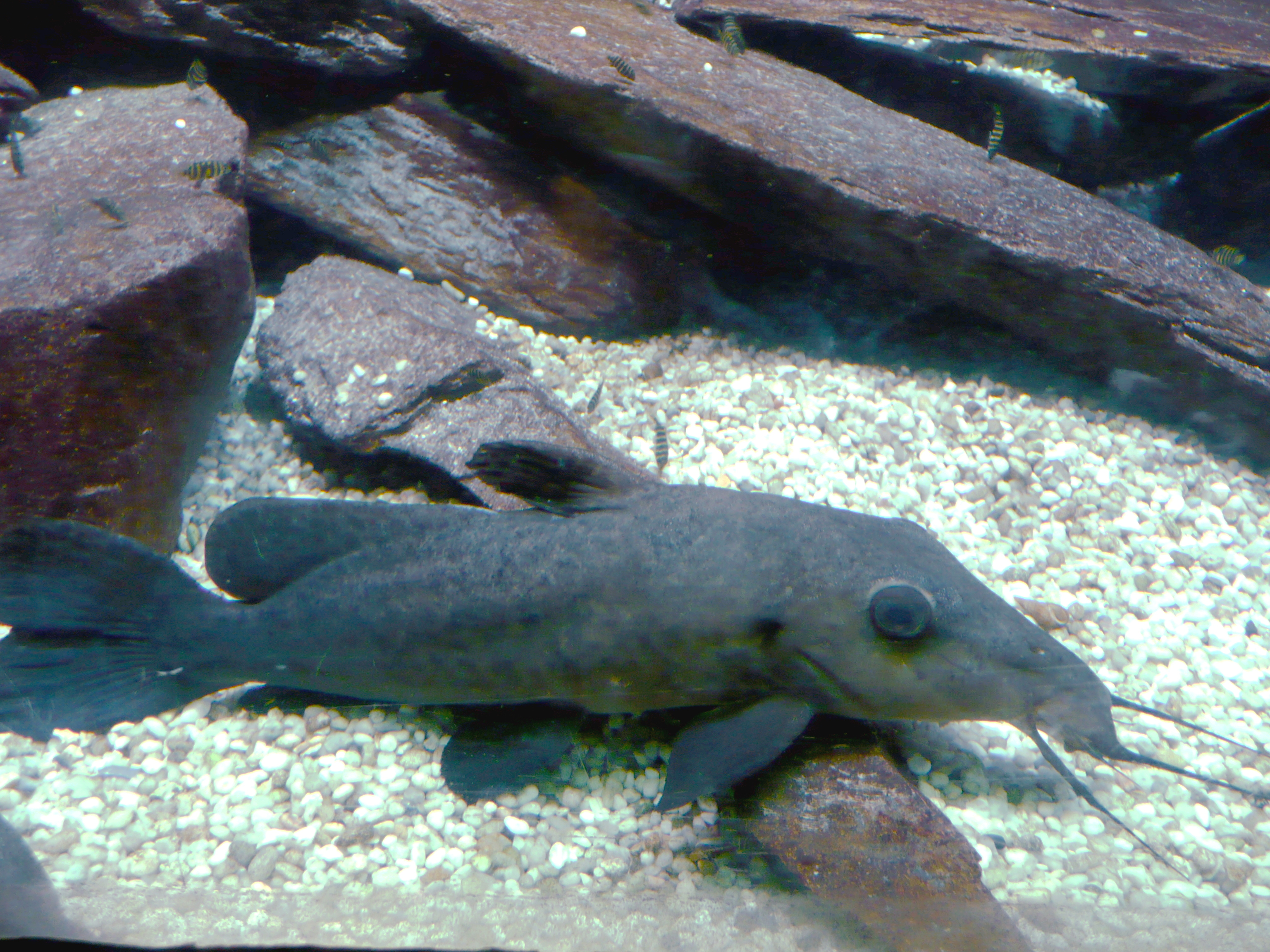
Auchenoglanis occidentalis

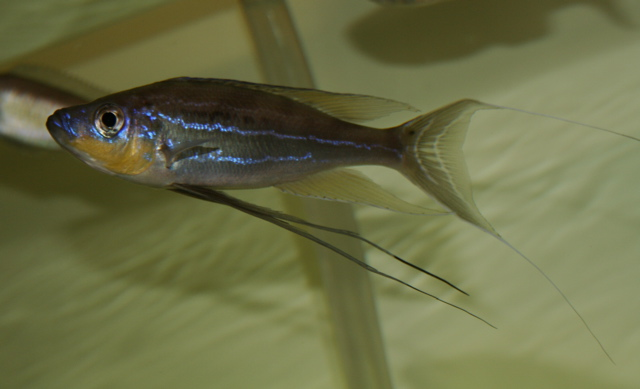
Benthochromis horii

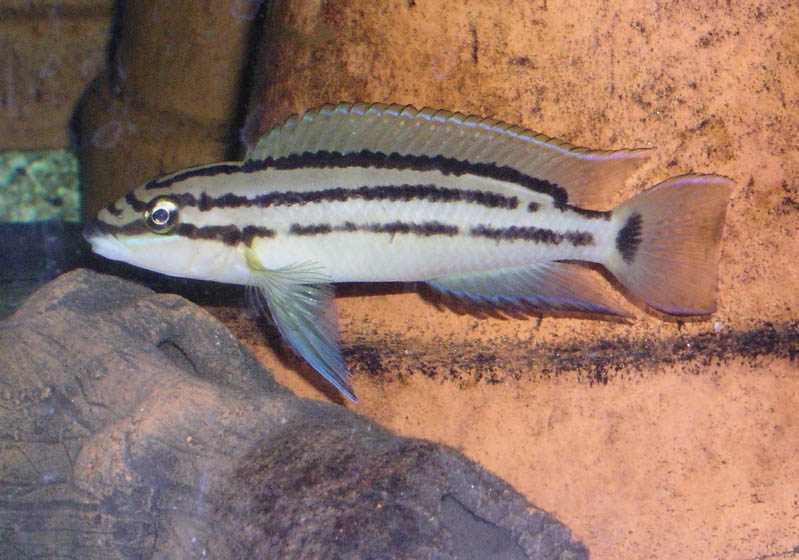
Chalinochromis popelini

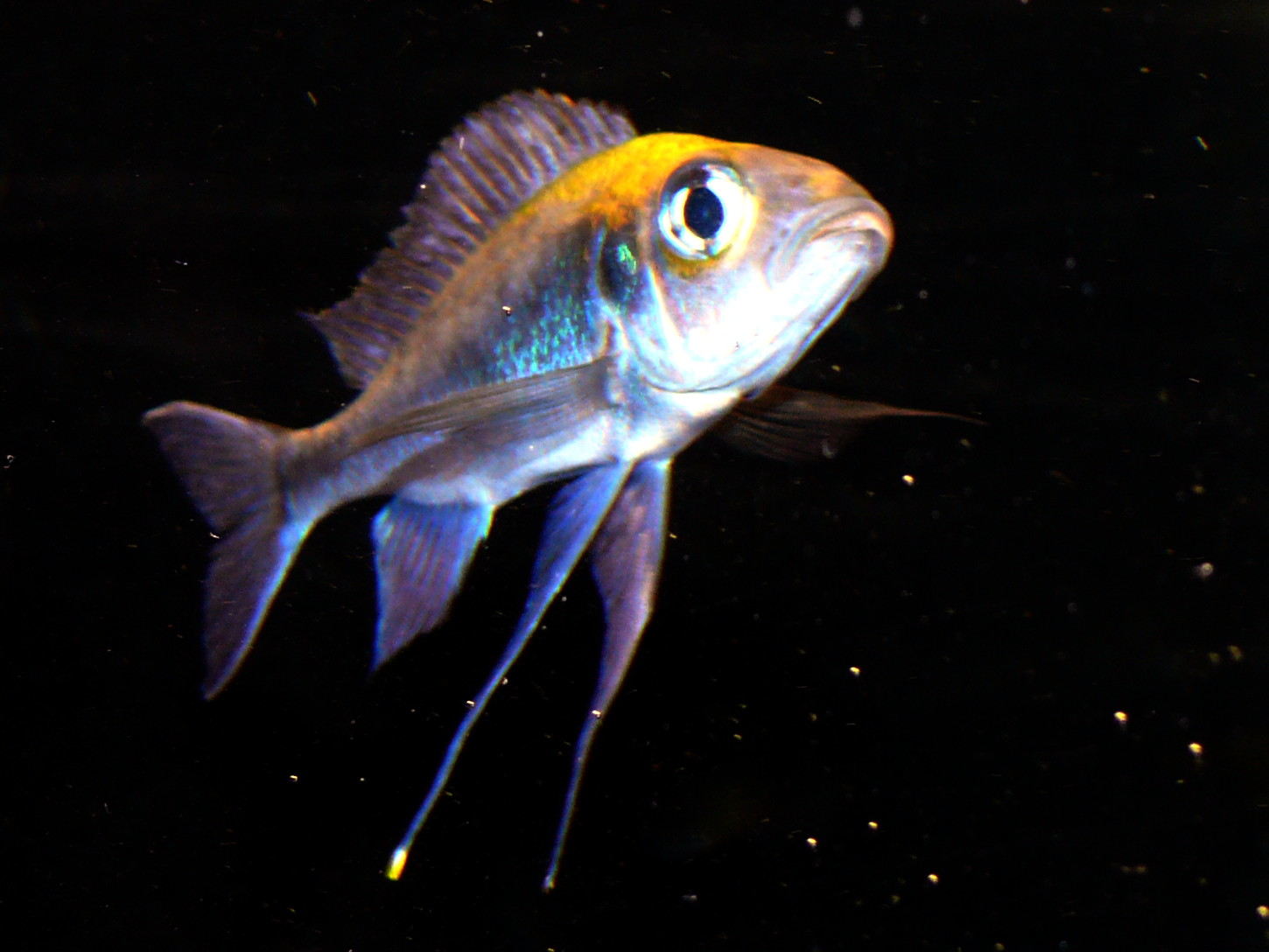
Cyathopharynx furcifer

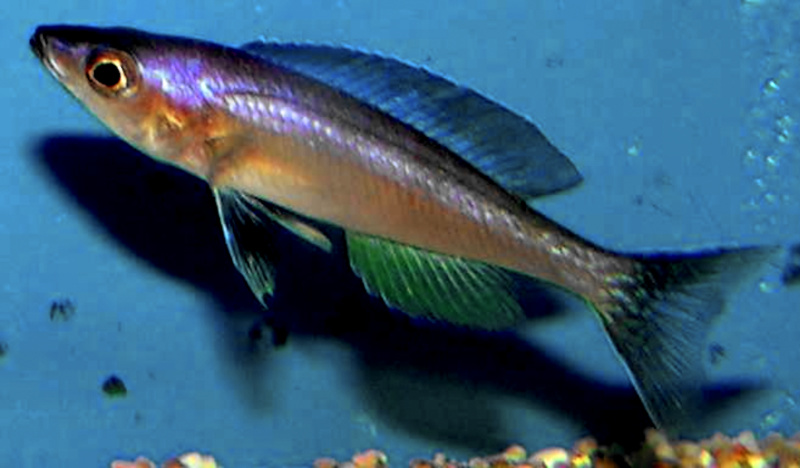
Cyprichromis leptosoma

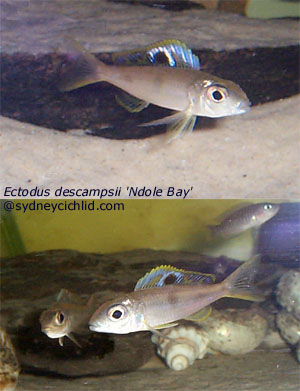
Ectodus descampsii

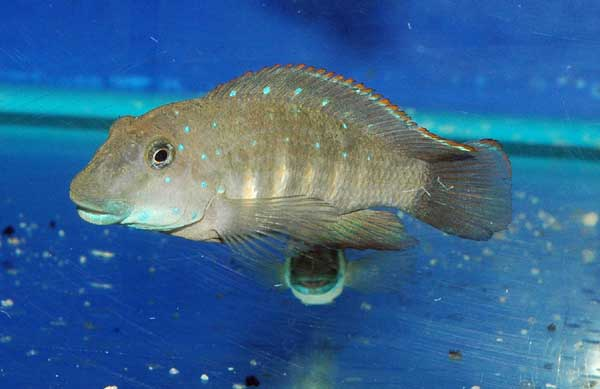
Eretmodus cyanostictus

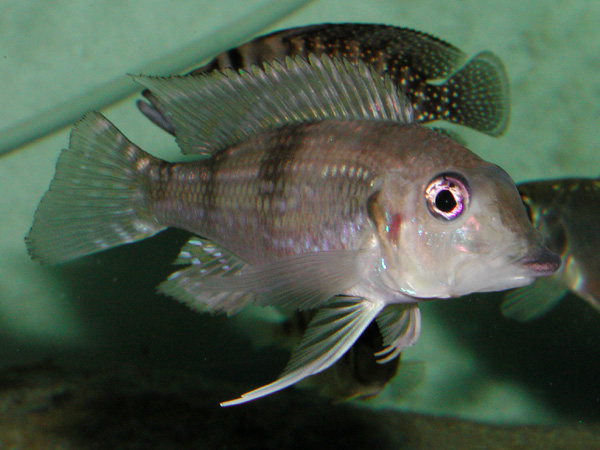
Gnathochromis permaxillaris

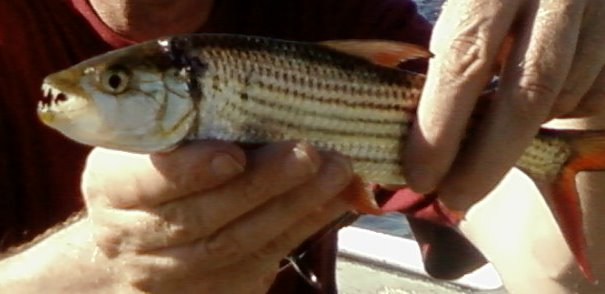
Hydrocynus vittatus

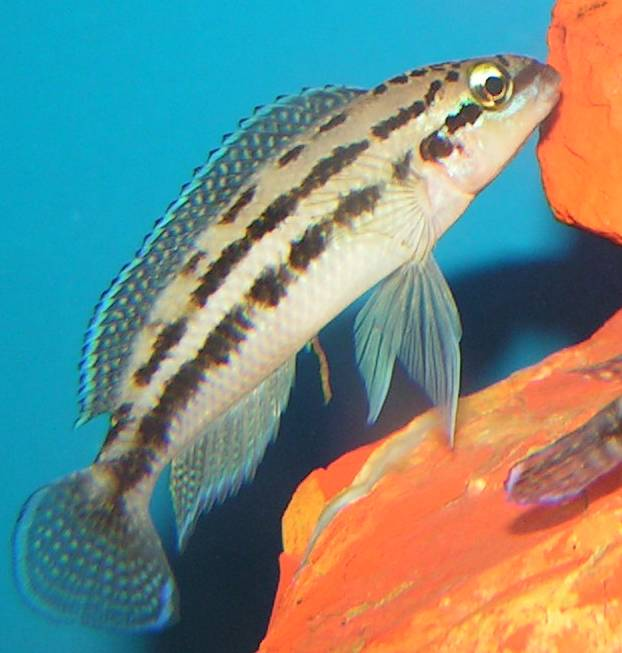
Julidochromis dickfeldi

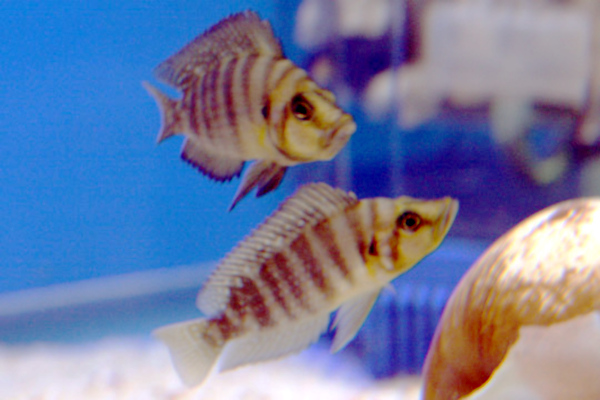
Altolamprologus compressiceps

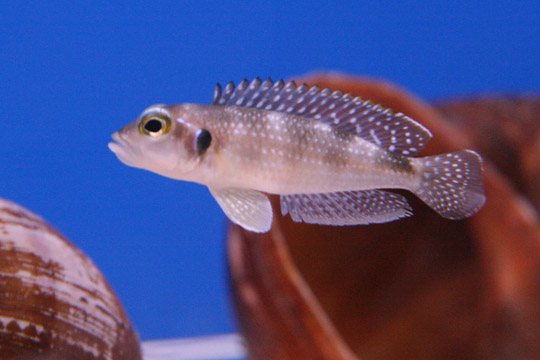
Lamprologus meleagris

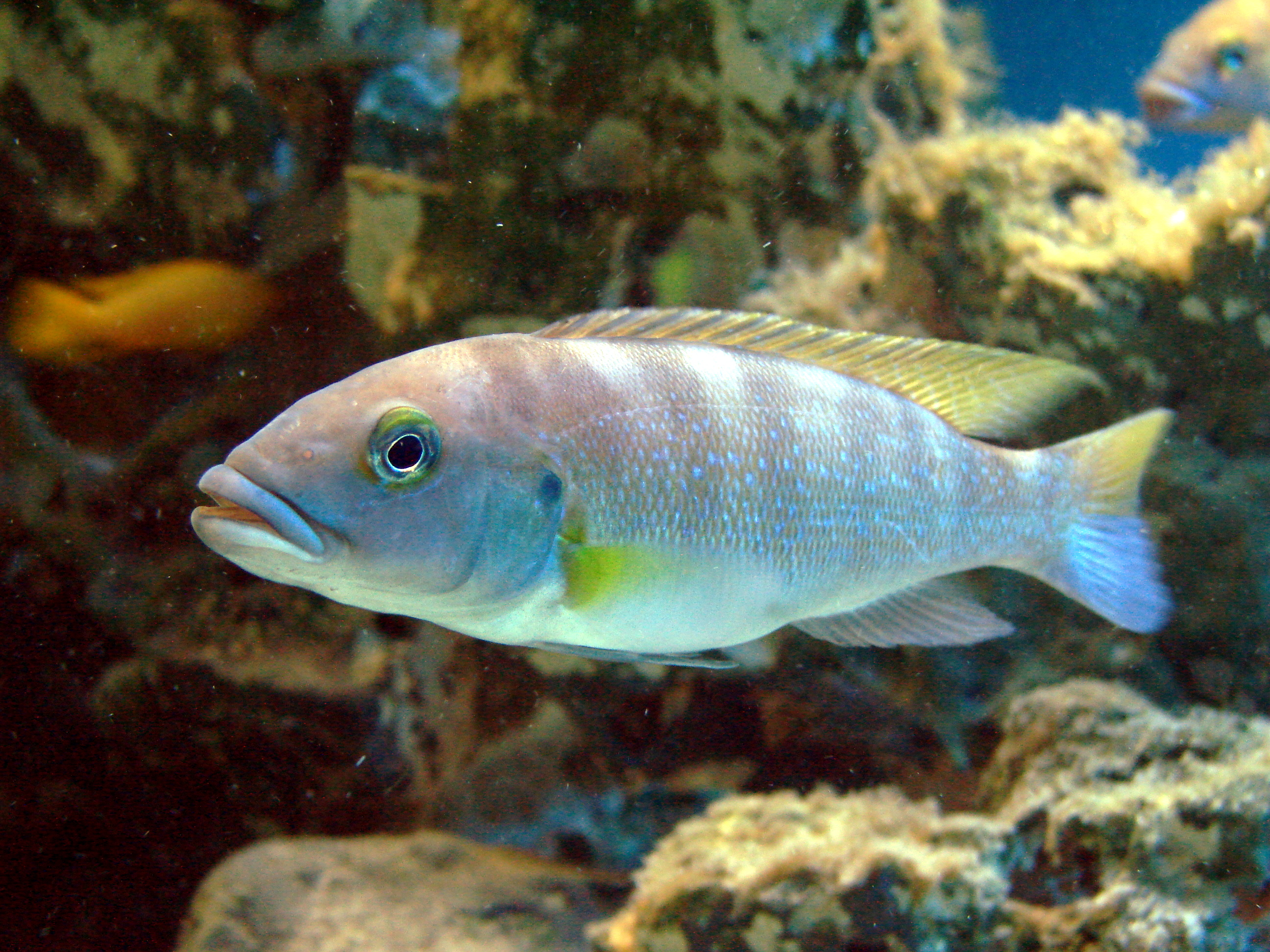
Lepidiolamprologus cunningtoni

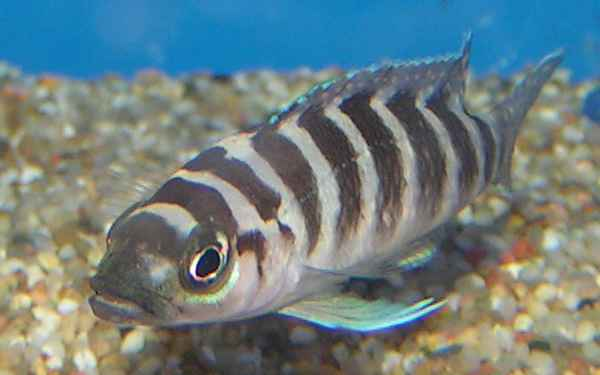
Neolamprologus cylindricus

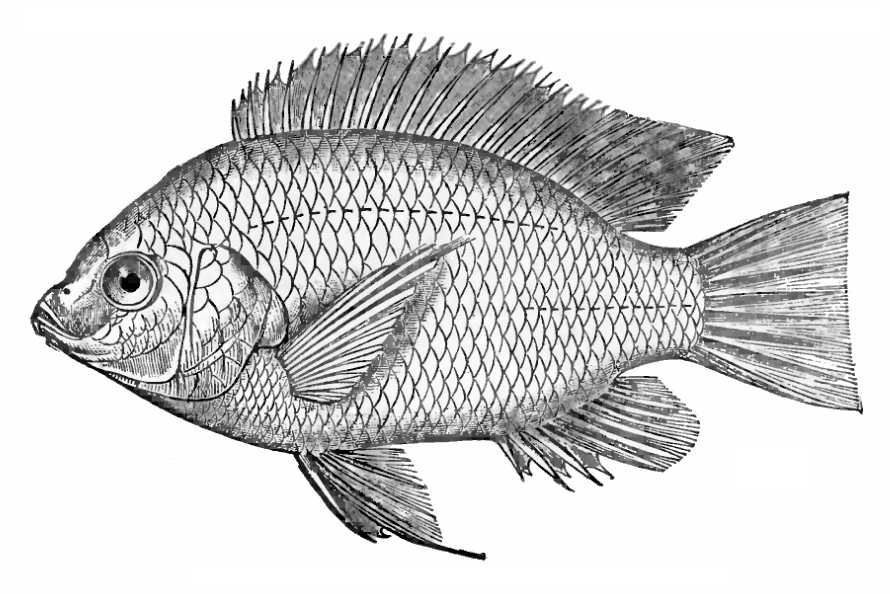
Oreochromis niloticus niloticus

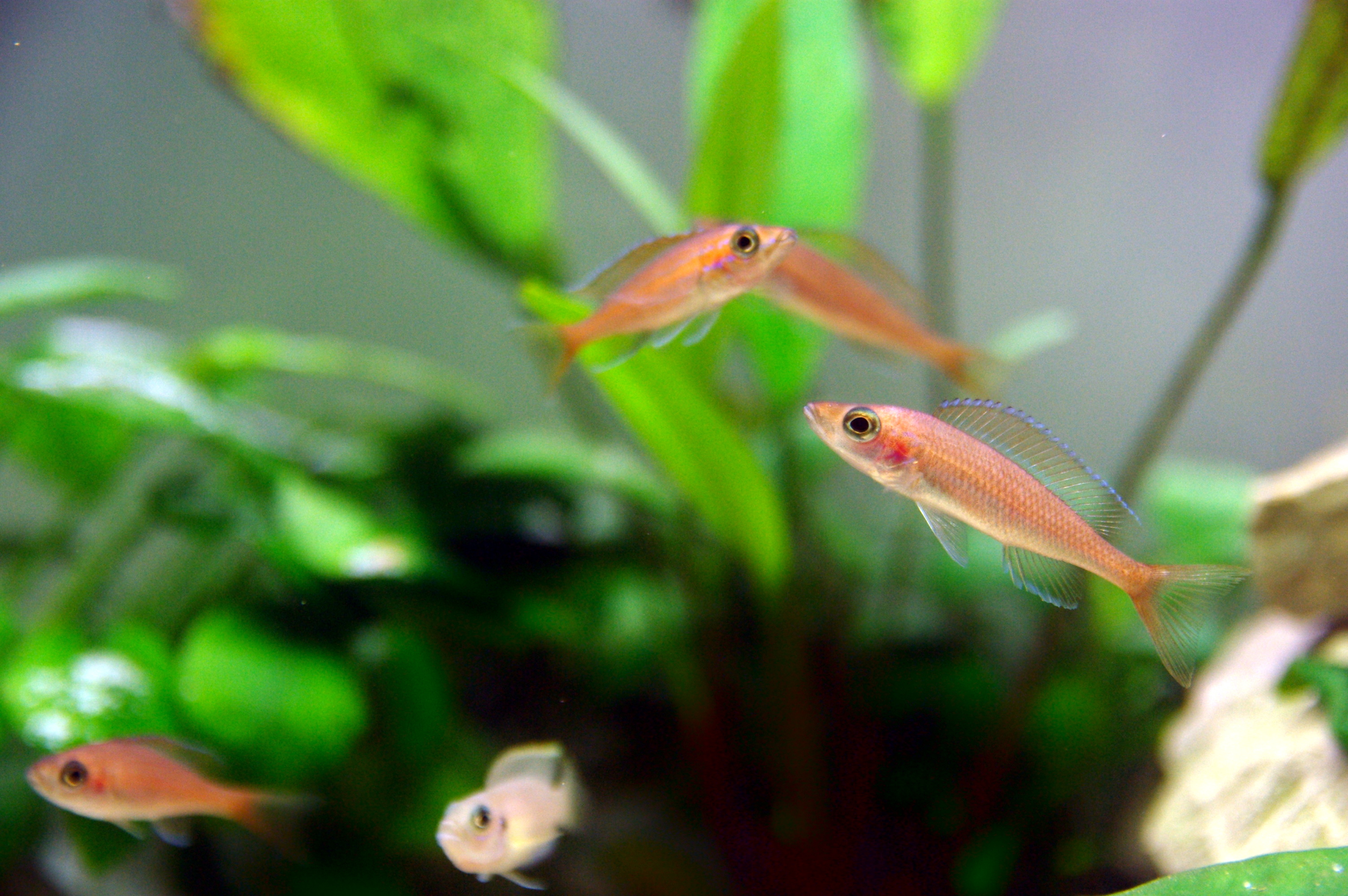
Paracyprichromis Nigripinnis

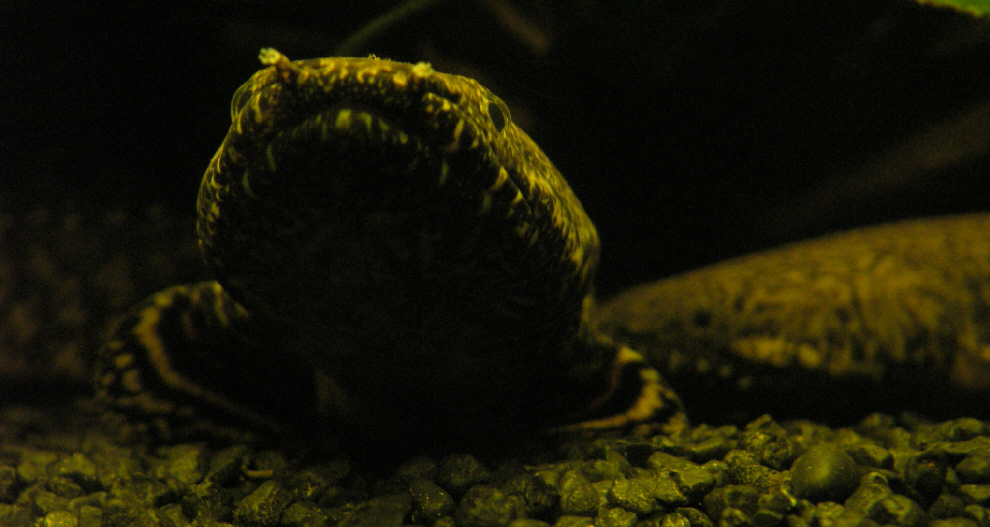
Polypterus ornatipinnis

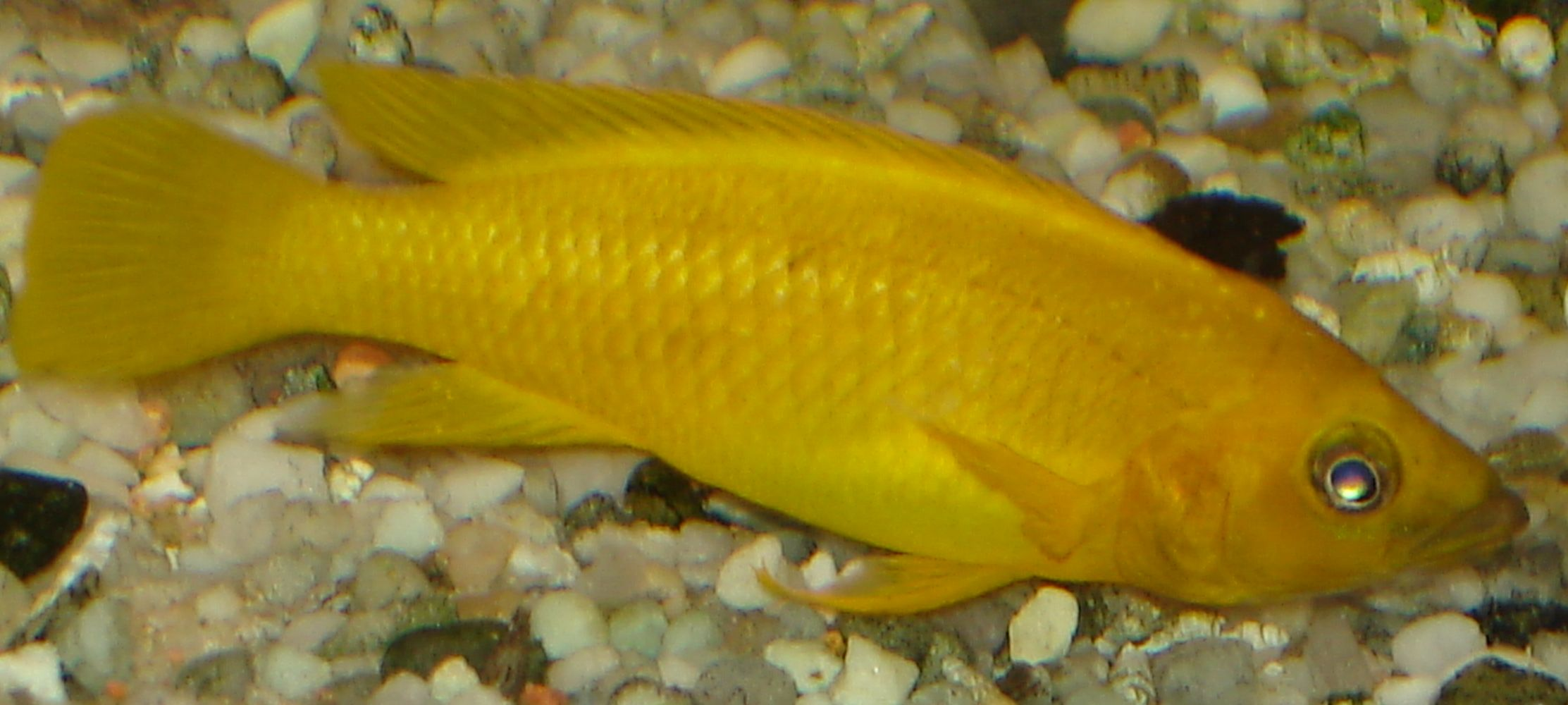
Neolamprologus leleupi

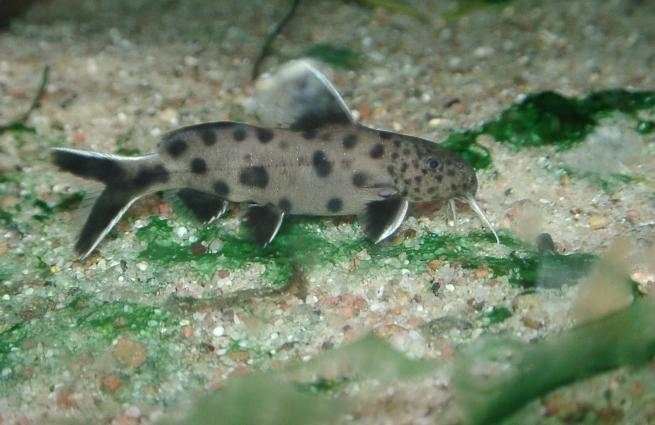
Synodontis petricola

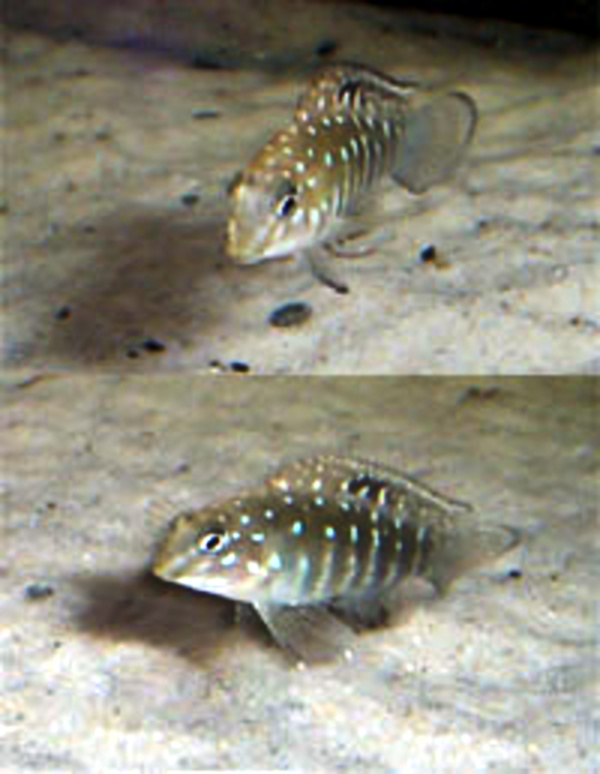
Tangicodus irsacae

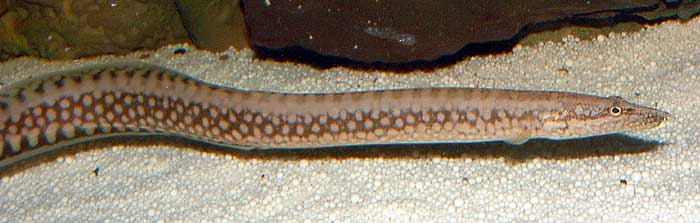
Mastacembelus moorii

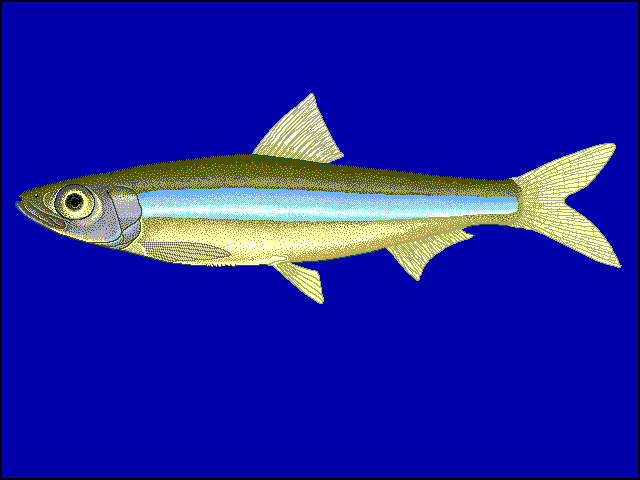
Limnothrissa miodon

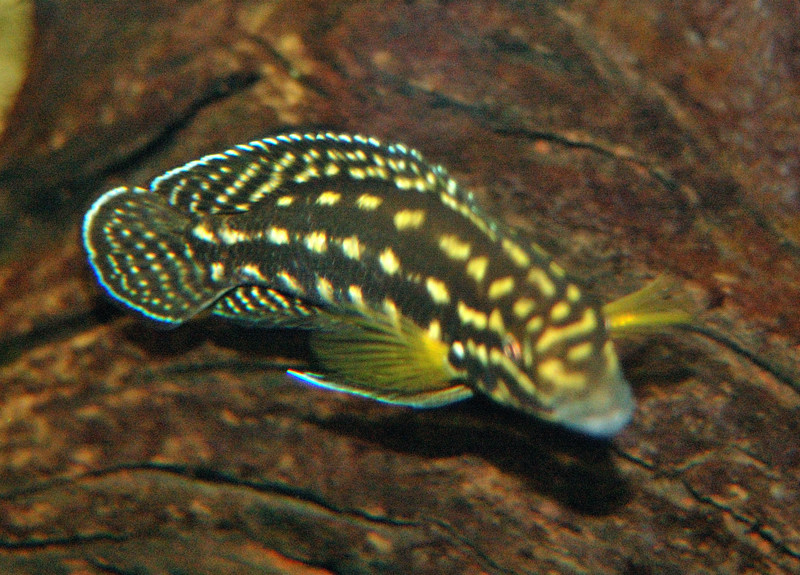
Julidochromis marlieri

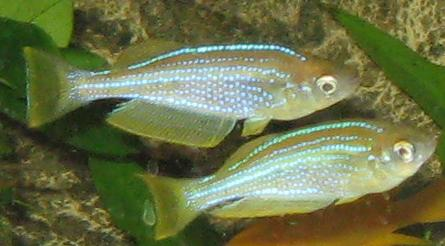
Lamprichthys tanganicanus

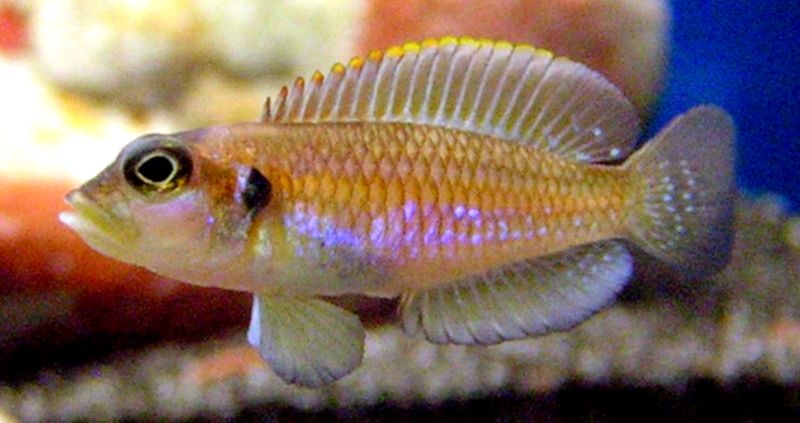
Lamprologus ocellatus

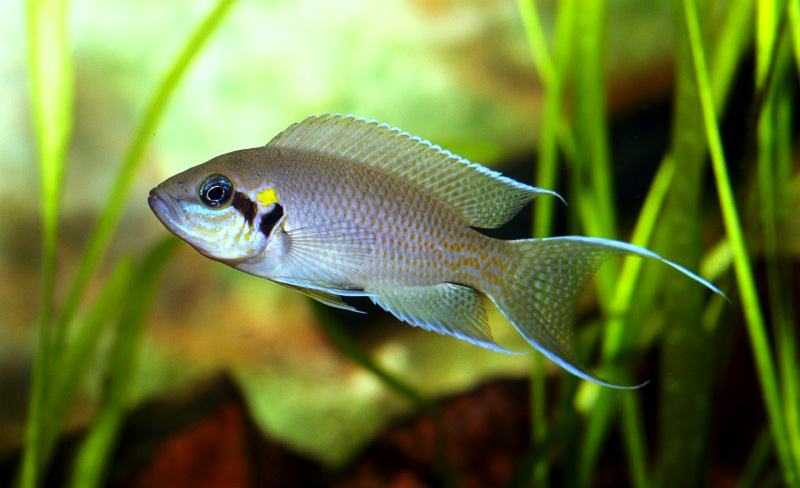
Neolamprologus brichardi

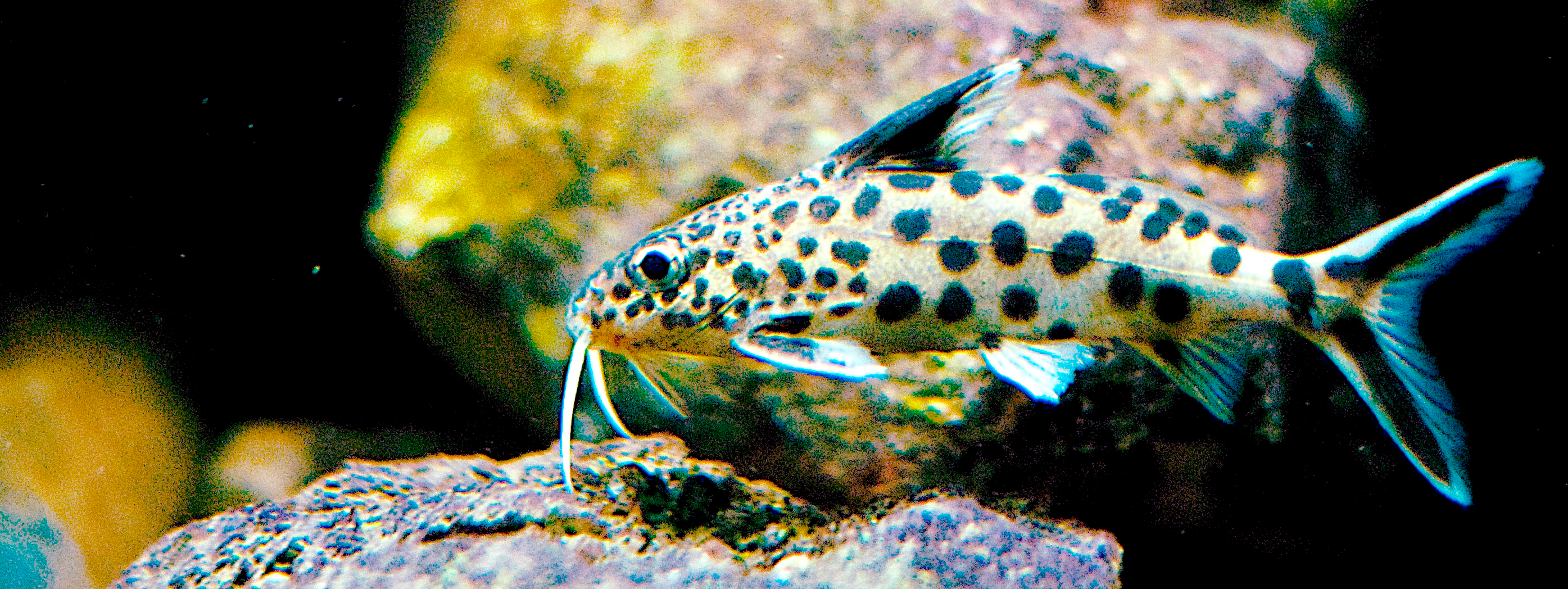
Synodontis multipuntata

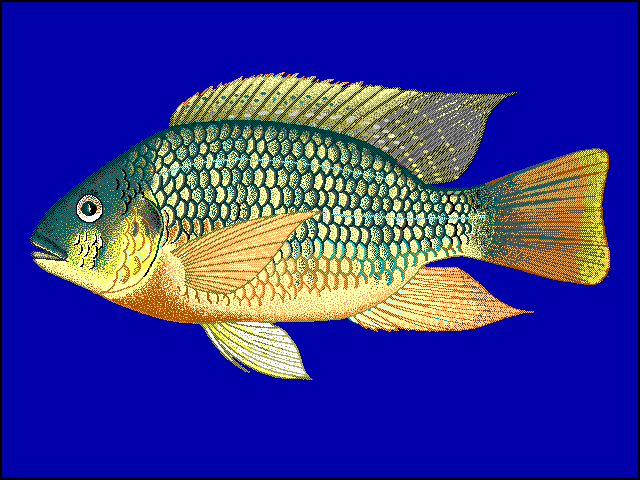
Tilapia rendalli

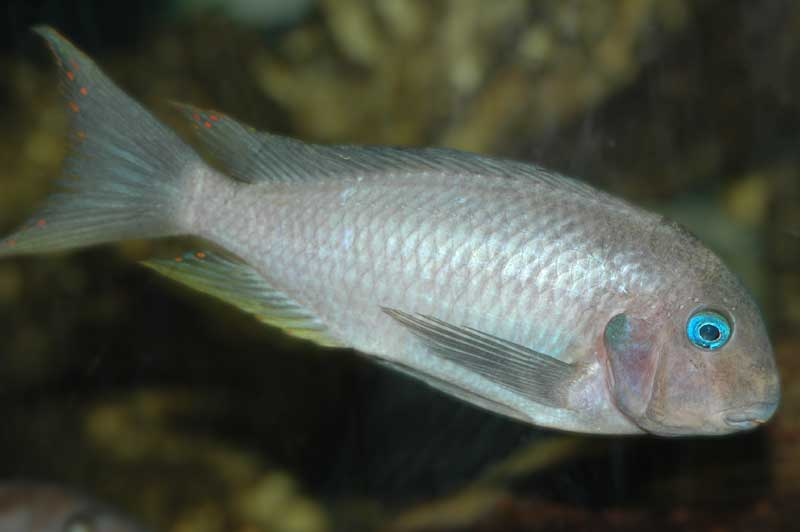
Tropheus polli

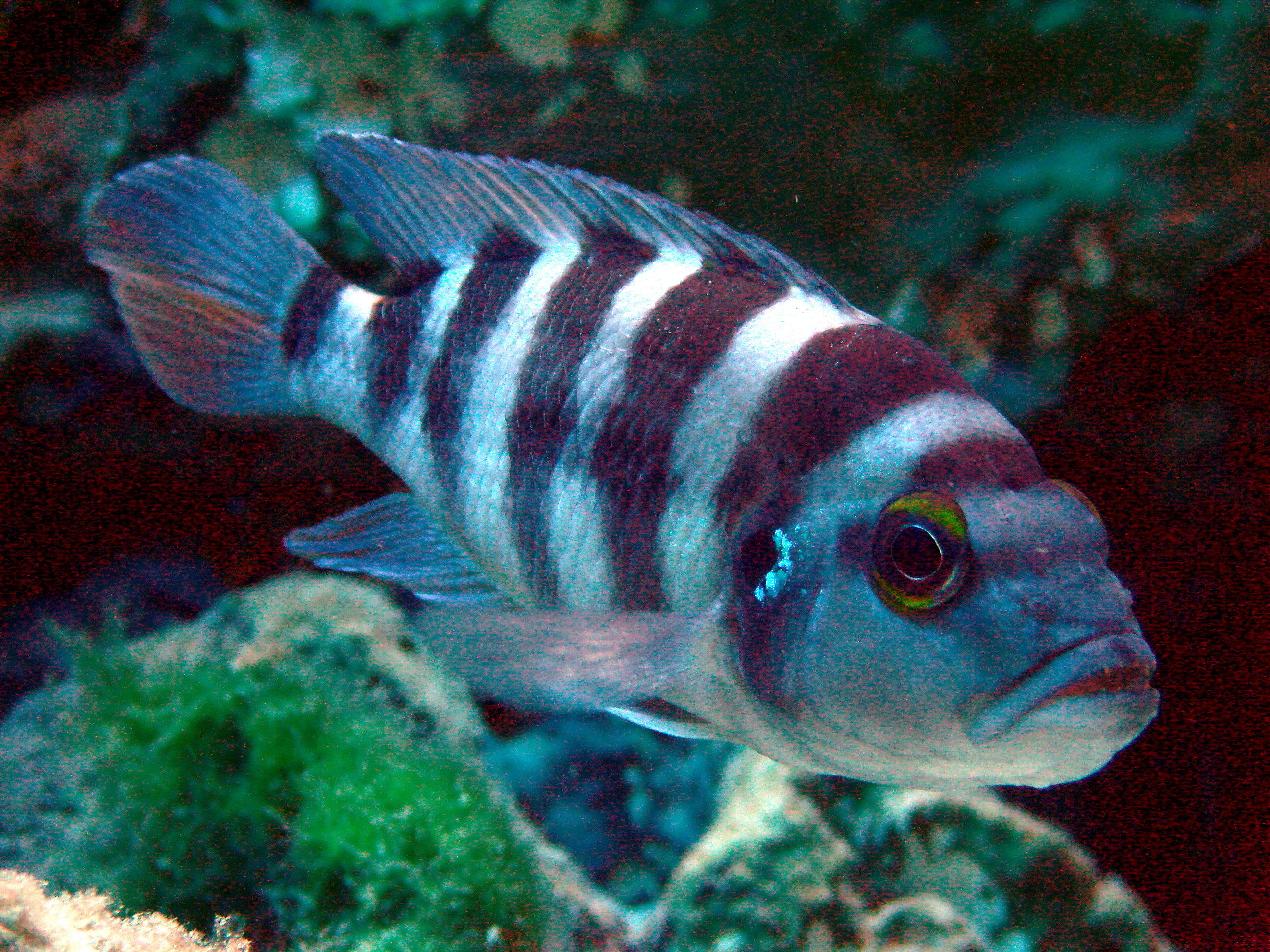
Neolamprologus sexfasciatus

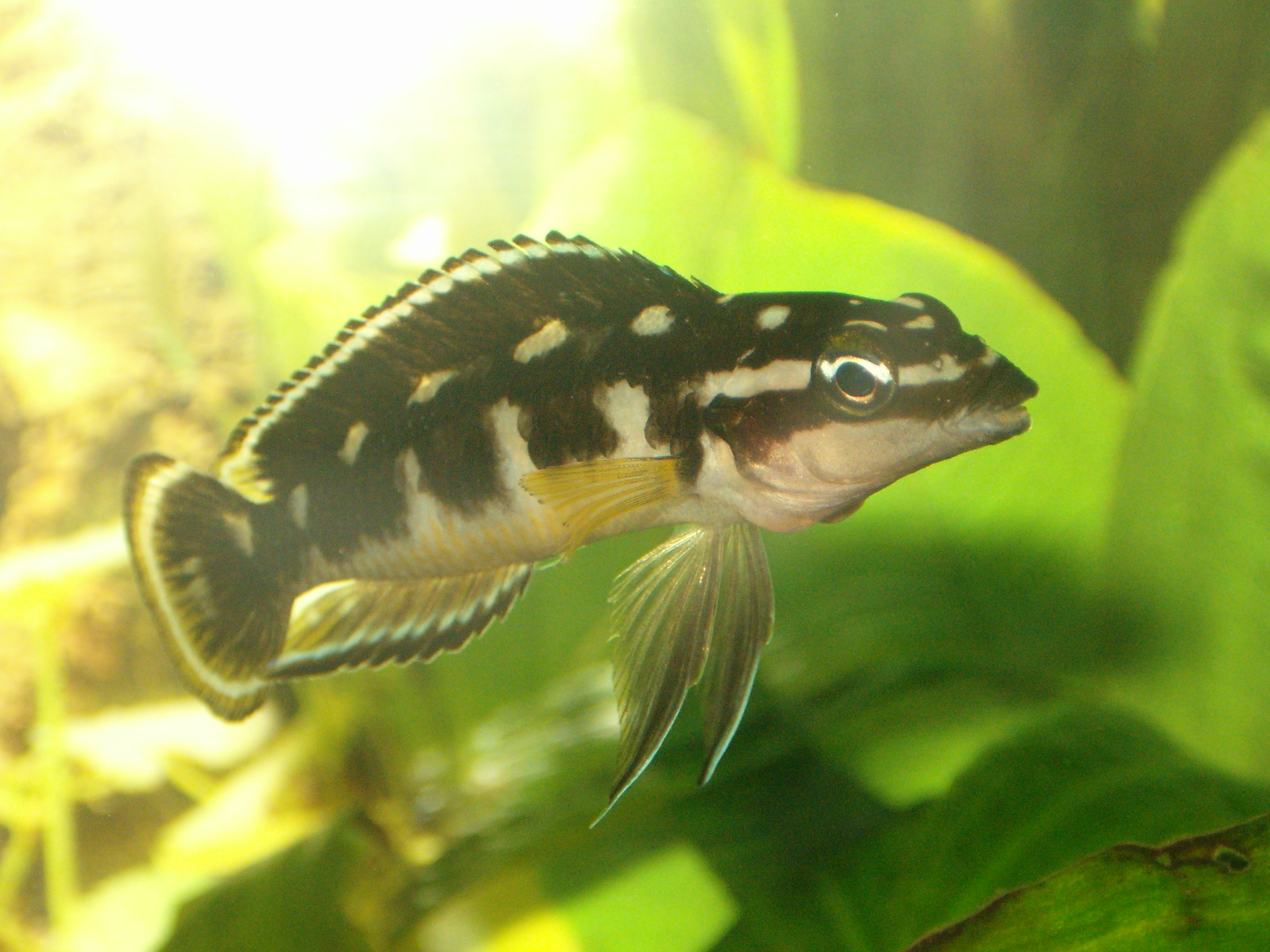
Julidochromis transcriptus

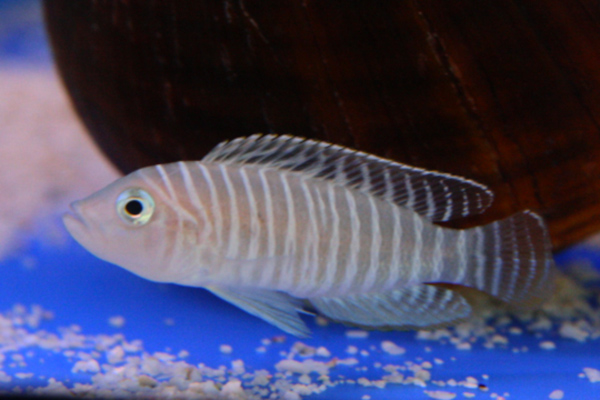
Neolamprologus similis

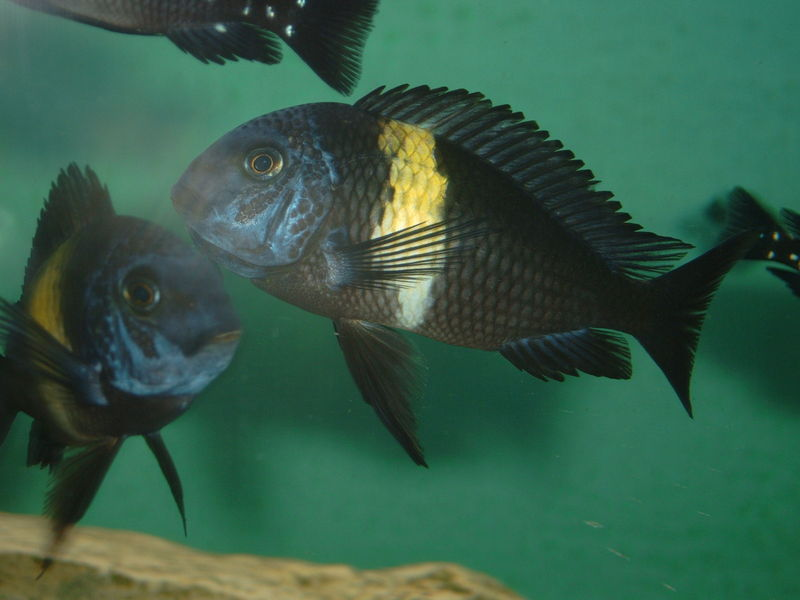
Tropheus duboisi

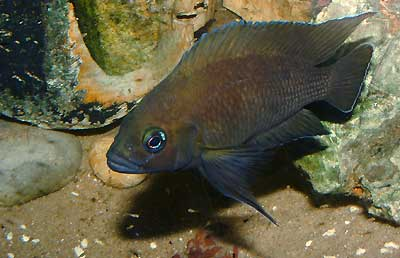
Variabilichromis moorii

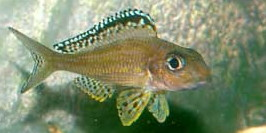
Xenotilapia papilio

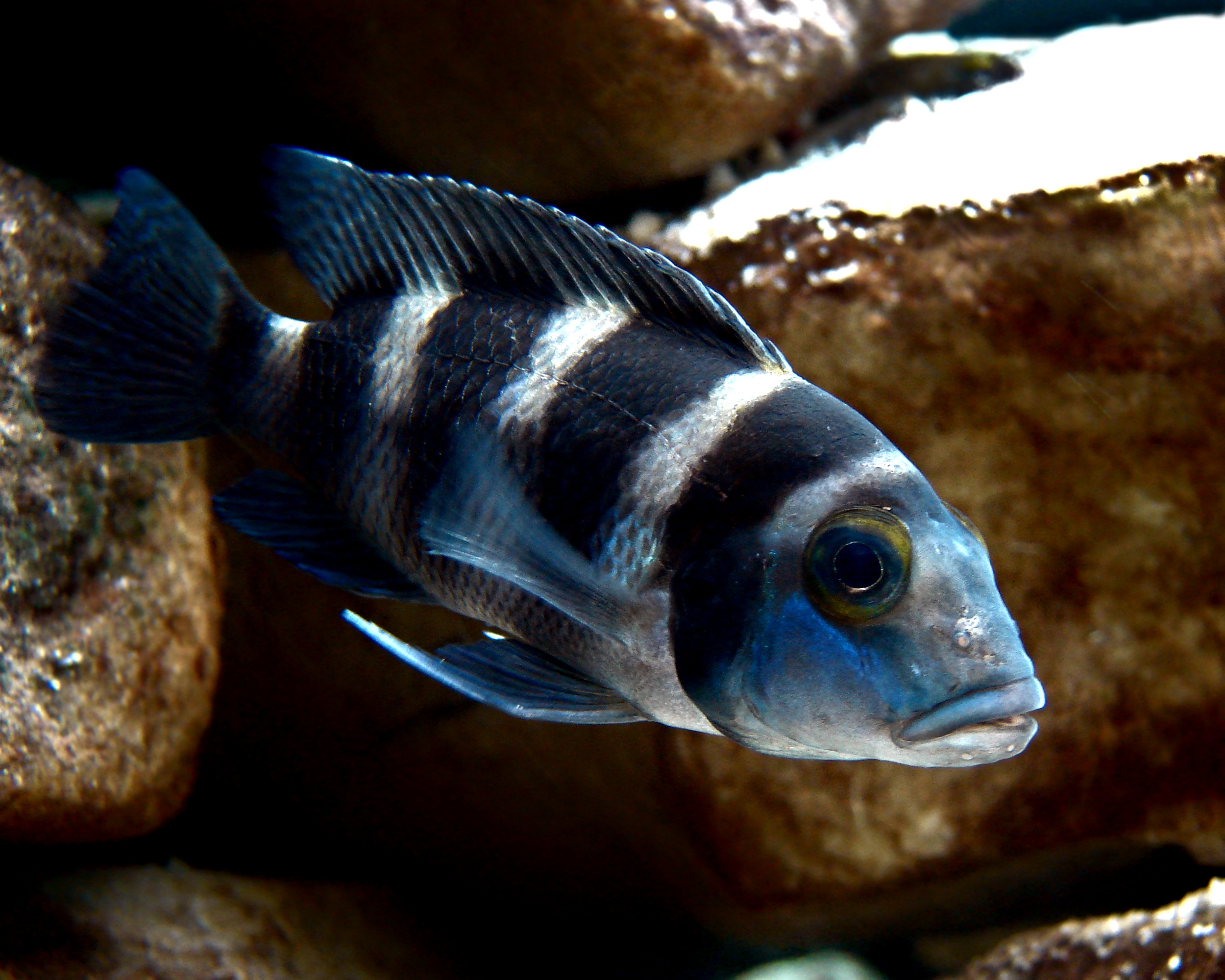
Neolamprologus tretocephalus

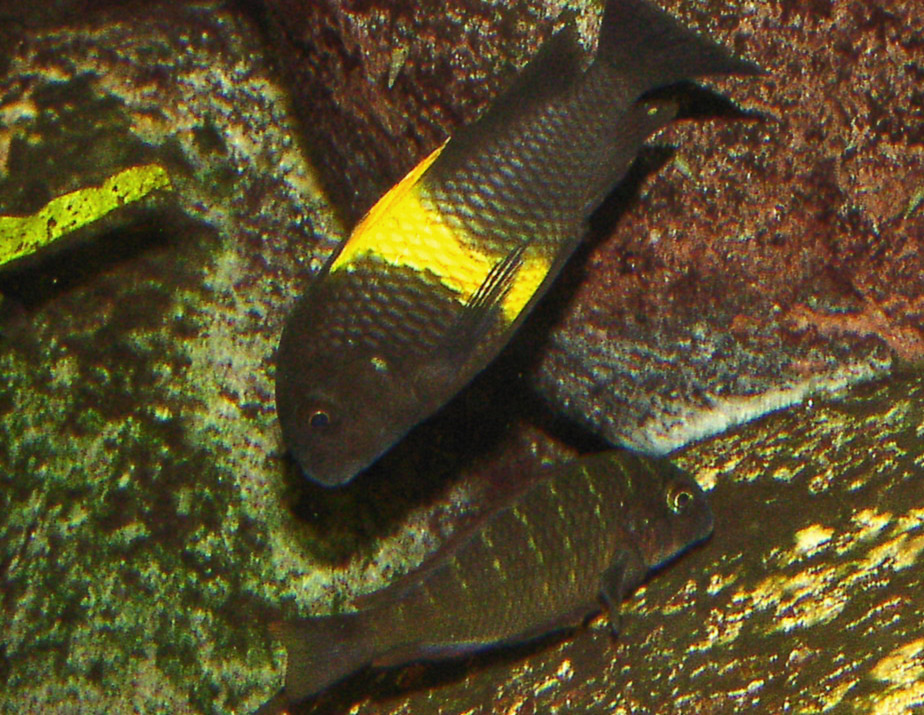
Tropheus moorii

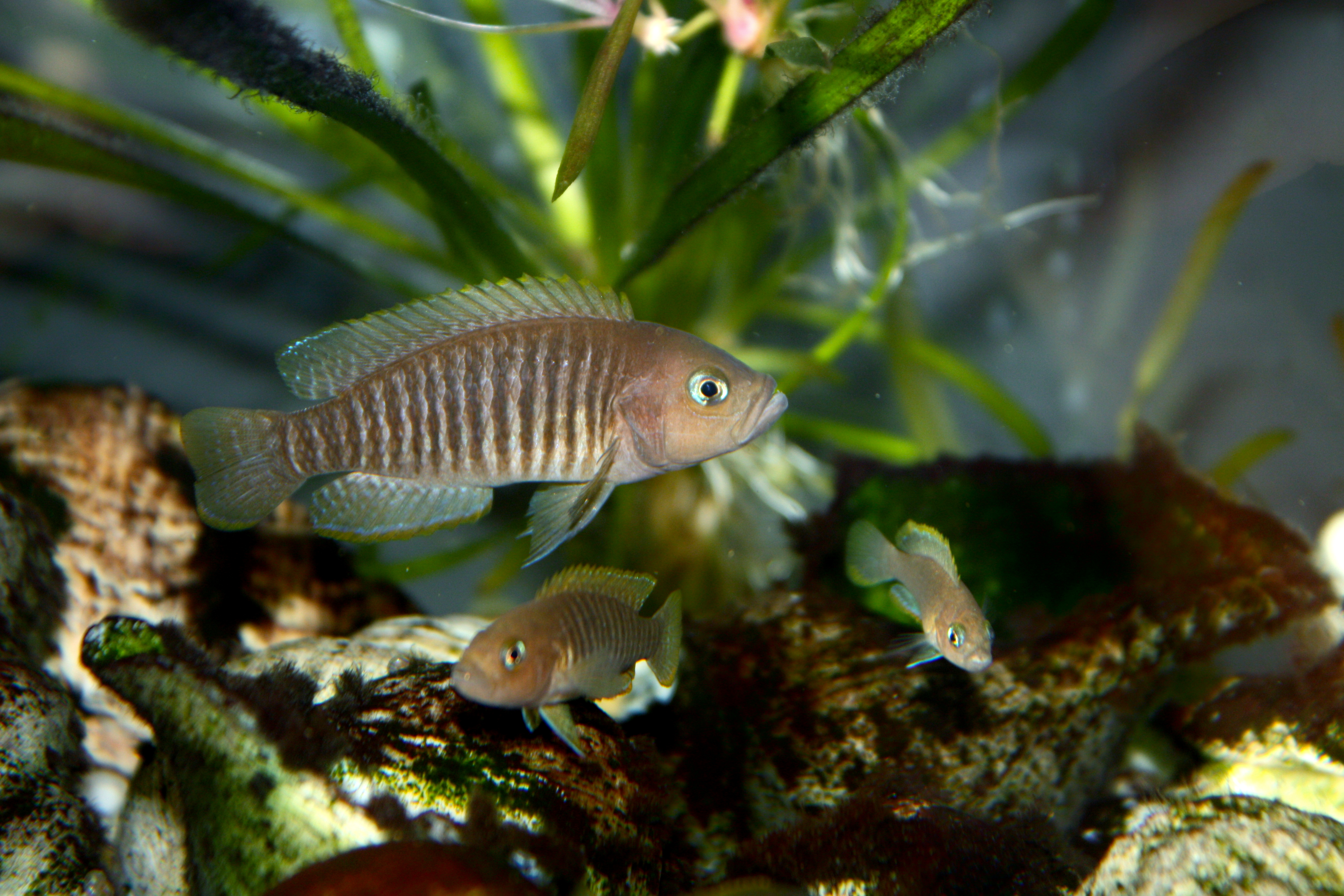
Neolamprologus multifasciatus

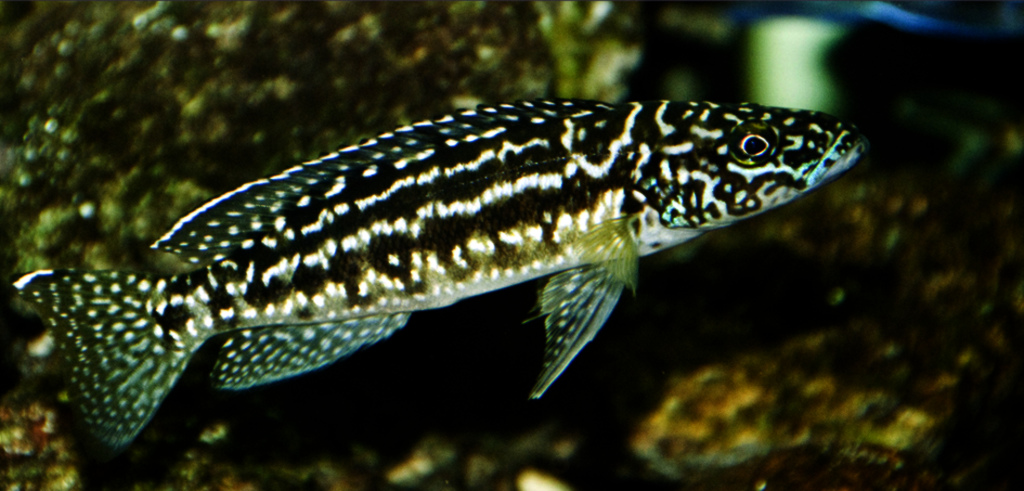
Lepidiolamprologus kendalli

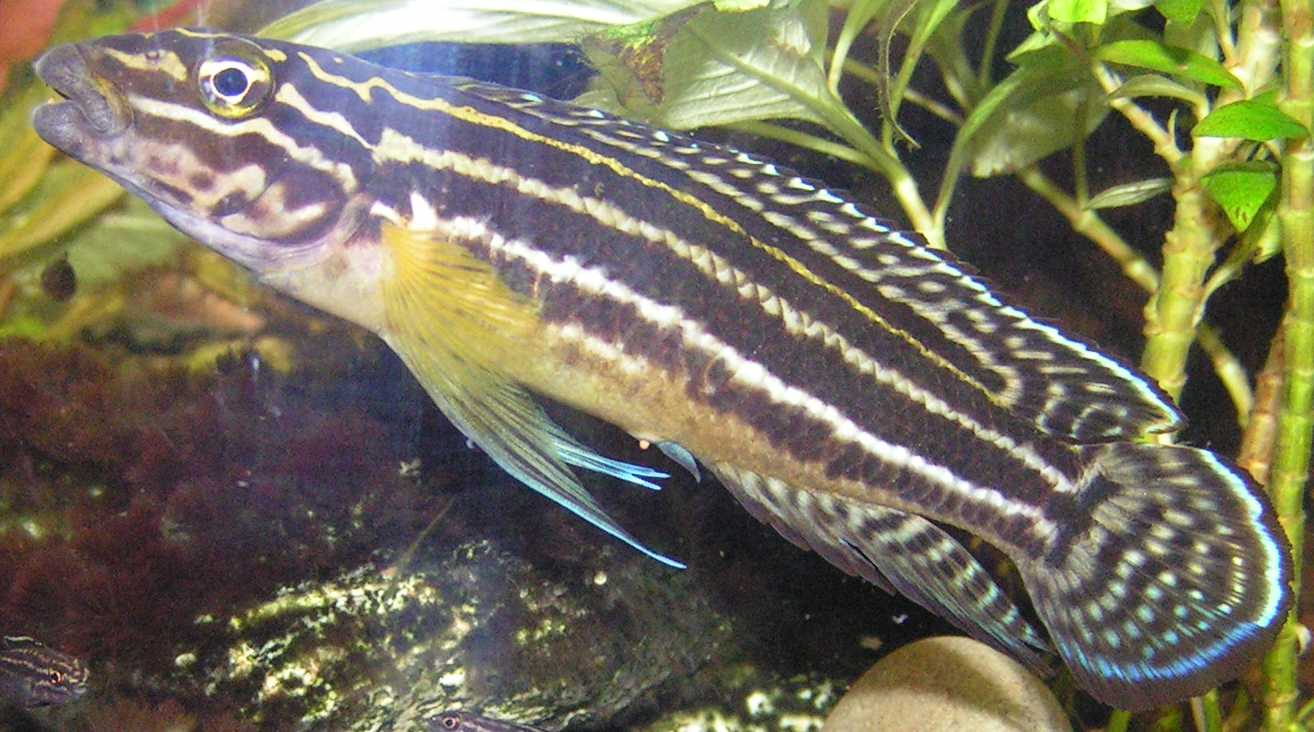
Julidochromis regani

Aquesta llista de peixos del Llac Tanganyika inclou les 316 espècies de peixos que es poden trobar al Llac Tanganyika ordenades per l'ordre alfabètic de llur nom científic.

## A
- Acapoeta tanganicae
- Alestes macrophthalmus
- Altolamprologus calvus
- Altolamprologus compressiceps
- Amphilius kivuensis
- Aplocheilichthys pumilus
- Astatoreochromis straeleni
- Astatoreochromis vanderhorsti
- Astatotilapia burtoni
- Astatotilapia stappersii
- Auchenoglanis occidentalis
- Aulonocranus dewindti

## B
- Bagrus docmak
- Baileychromis centropomoides
- Barbus altianalis
- Barbus apleurogramma
- Barbus caudovittatus
- Barbus eutaenia
- Barbus kerstenii
- Barbus lineomaculatus
- Barbus lufukiensis
- Barbus neumayeri
- Barbus oligogrammus
- Barbus pellegrini
- Barbus platyrhinus
- Barbus taeniopleura
- Barbus tropidolepis
- Barbus urostigma
- Bathybagrus grandis
- Bathybagrus graueri
- Bathybagrus platycephalus
- Bathybagrus sianenna
- Bathybagrus stappersii
- Bathybagrus tetranema
- Bathybates fasciatus
- Bathybates ferox
- Bathybates graueri
- Bathybates hornii
- Bathybates leo
- Bathybates minor
- Bathybates vittatus
- Benthochromis horii
- Benthochromis melanoides
- Benthochromis tricoti
- Boulengerochromis microlepis
- Brycinus imberi
- Brycinus rhodopleura
- Bryconaethiops boulengeri

## C
- Callochromis macrops
- Callochromis melanostigma
- Callochromis pleurospilus
- Cardiopharynx schoutedeni
- Chalinochromis brichardi
- Chalinochromis popelini
- Chelaethiops congicus
- Chelaethiops minutus
- Chiloglanis lukugae
- Chiloglanis pojeri
- Chrysichthys acsiorum
- Chrysichthys brachynema
- Citharinus gibbosus
- Clariallabes mutsindoziensis
- Clarias alluaudi
- Clarias dhonti
- Clarias liocephalus
- Clarias theodorae
- Clarias werneri
- Ctenochromis benthicola
- Ctenochromis horei
- Ctenopoma muriei
- Cunningtonia longiventralis
- Cyathopharynx furcifer
- Cyphotilapia frontosa
- Cyphotilapia gibberosa
- Cyprichromis leptosoma
- Cyprichromis microlepidotus
- Cyprichromis zonatus

## D
- Dinotopterus cunningtoni
- Distichodus fasciolatus
- Distichodus sexfasciatus

## E
- Ectodus descampsii
- Enantiopus albini
- Eretmodus cyanostictus

## G
- Gnathochromis permaxillaris
- Gnathochromis pfefferi
- Gnathonemus longibarbis
- Grammatotria lemairii
- Greenwoodochromis christyi

## H
- Haplotaxodon microlepis
- Hemibates stenosoma
- Heterobranchus longifilis
- Hippopotamyrus discorhynchus
- Hydrocynus forskahlii
- Hydrocynus goliath
- Hydrocynus vittatus

## I
- Interochromis loocki

## J
- Julidochromis dickfeldi
- Julidochromis marlieri
- Julidochromis ornatus
- Julidochromis regani
- Julidochromis transcriptus

## K
- Kneria rukwaensis
- Kneria wittei

## L
- Labeo congoro
- Labeo degeni
- Labeo fuelleborni
- Labeo kibimbi
- Labeo lineatus
- Labeo longipinnis
- Labeo weeksii
- Lamprichthys tanganicanus
- Lamprologus callipterus
- Lamprologus finalimus
- Lamprologus kungweensis
- Lamprologus laparogramma
- Lamprologus lemairii
- Lamprologus meleagris
- Lamprologus ocellatus
- Lamprologus ornatipinnis
- Lamprologus signatus
- Lamprologus speciosus
- Lates angustifrons
- Lates mariae
- Lates microlepis
- Lates stappersii
- Lepidiolamprologus attenuatus
- Lepidiolamprologus cunningtoni
- Lepidiolamprologus elongatus
- Lepidiolamprologus kendalli
- Lepidiolamprologus mimicus
- Lepidiolamprologus profundicola
- Lestradea perspicax
- Lestradea stappersii
- Limnochromis abeelei
- Limnochromis auritus
- Limnochromis staneri
- Limnothrissa miodon
- Limnotilapia dardennii
- Lobochilotes labiatus
- Lophiobagrus aquilus
- Lophiobagrus asperispinis
- Lophiobagrus brevispinis
- Lophiobagrus cyclurus

## M
- Malapterurus polli
- Malapterurus tanganyikaensis
- Mastacembelus albomaculatus
- Mastacembelus cunningtoni
- Mastacembelus ellipsifer
- Mastacembelus flavidus
- Mastacembelus frenatus
- Mastacembelus micropectus
- Mastacembelus moorii
- Mastacembelus ophidium
- Mastacembelus plagiostomus
- Mastacembelus platysoma
- Mastacembelus polli
- Mastacembelus tanganicae
- Mastacembelus zebratus
- Micralestes stormsi
- Micralestes vittatus
- Mormyrops anguilloides
- Mormyrus longirostris

## N
- Neolamprologus bifasciatus
- Neolamprologus boulengeri
- Neolamprologus brevis
- Neolamprologus brichardi
- Neolamprologus buescheri
- Neolamprologus cancellatus
- Neolamprologus caudopunctatus
- Neolamprologus chitamwebwai
- Neolamprologus christyi
- Neolamprologus crassus
- Neolamprologus cylindricus
- Neolamprologus falcicula
- Neolamprologus fasciatus
- Neolamprologus furcifer
- Neolamprologus gracilis
- Neolamprologus hecqui
- Neolamprologus helianthus
- Neolamprologus leleupi
- Neolamprologus leloupi
- Neolamprologus longicaudatus
- Neolamprologus marunguensis'
- Neolamprologus meeli
- Neolamprologus modestus
- Neolamprologus mondabu
- Neolamprologus multifasciatus
- Neolamprologus mustax
- Neolamprologus niger
- Neolamprologus nigriventris
- Neolamprologus obscurus
- Neolamprologus pectoralis
- Neolamprologus petricola
- Neolamprologus pleuromaculatus
- Neolamprologus prochilus
- Neolamprologus pulcher
- Neolamprologus savoryi
- Neolamprologus schreyeni
- Neolamprologus sexfasciatus
- Neolamprologus similis
- Neolamprologus splendens
- Neolamprologus tetracanthus
- Neolamprologus toae
- Neolamprologus tretocephalus
- Neolamprologus variostigma
- Neolamprologus ventralis
- Neolamprologus walteri
- Neolamprologus wauthioni

## O
- Ophthalmotilapia boops
- Ophthalmotilapia heterodonta
- Ophthalmotilapia nasuta
- Ophthalmotilapia ventralis
- Opsaridium splendens
- Oreochromis karomo
- Oreochromis leucostictus
- Oreochromis malagarasi
- Oreochromis niloticus eduardianus
- Oreochromis niloticus niloticus
- Oreochromis tanganicae
- Orthochromis kasuluensis

## P
- Paracyprichromis brieni
- Paracyprichromis nigripinnis
- Perissodus eccentricus
- Perissodus microlepis
- Petrochromis famula
- Petrochromis fasciolatus
- Petrochromis macrognathus
- Petrochromis orthognathus
- Petrochromis polyodon
- Petrochromis trewavasae ephippium
- Petrochromis trewavasae trewavasae
- Phyllonemus brichardi
- Phyllonemus filinemus
- Phyllonemus typus
- Plecodus elaviae
- Plecodus multidentatus
- Plecodus paradoxus
- Plecodus straeleni
- Pollimyrus nigricans
- Polypterus endlicheri congicus
- Polypterus ornatipinnis
- Protopterus aethiopicus aethiopicus
- Pseudosimochromis curvifrons

## R
- Raiamas moorii
- Raiamas salmolucius
- Reganochromis calliurus

## S
- Schilbe durinii
- Simochromis babaulti
- Simochromis diagramma
- Simochromis margaretae
- Simochromis marginatus
- Simochromis pleurospilus
- Spathodus erythrodon
- Spathodus marlieri
- Stolothrissa tanganicae
- Synodontis dhonti
- Synodontis grandiops
- Synodontis granulosa
- Synodontis ilebrevis
- Synodontis irsacae
- Synodontis lucipinnis
- Synodontis multipunctata
- Synodontis nigromaculata
- Synodontis petricola
- Synodontis polli
- Synodontis tanganyicae

## T
- Tangachromis dhanisi
- Tanganicodus irsacae
- Tanganikallabes mortiauxi
- Telmatochromis bifrenatus
- Telmatochromis brachygnathus
- Telmatochromis burgeoni
- Telmatochromis dhonti
- Telmatochromis temporalis
- Telmatochromis vittatus
- Tetraodon mbu
- Tilapia rendalli
- Trematocara caparti
- Trematocara kufferathi
- Trematocara macrostoma
- Trematocara marginatum
- Trematocara nigrifrons
- Trematocara stigmaticum
- Trematocara unimaculatum
- Trematocara variabile
- Trematocara zebra
- Triglachromis otostigma
- Tropheus annectens
- Tropheus brichardi
- Tropheus duboisi
- Tropheus kasabae
- Tropheus moorii
- Tropheus polli
- Tylochromis polylepis

## V
- Variabilichromis moorii
- Varicorhinus leleupanus

## X
- Xenochromis hecqui
- Xenotilapia bathyphila
- Xenotilapia boulengeri
- Xenotilapia burtoni
- Xenotilapia caudafasciata
- Xenotilapia flavipinnis
- Xenotilapia leptura
- Xenotilapia longispinis
- Xenotilapia melanogenys
- Xenotilapia nasus
- Xenotilapia nigrolabiata
- Xenotilapia ochrogenys
- Xenotilapia ornatipinnis
- Xenotilapia papilio
- Xenotilapia rotundiventralis
- Xenotilapia sima
- Xenotilapia spiloptera
- Xenotilapia tenuidentata

## Z
- Zaireichthys rotundiceps[1]